# Église Saint-Hilaire de Contay
L'église Saint-Hilaire de Contay est située au centre du village de Contay dans le département de la Somme au nord-est d'Amiens.

## Historique
L'église fut édifiée au milieu du XVe siècle. Le vaisseau central et le clocher ont été édifiés au XVe siècle, ainsi qu'en témoigne une inscription gravée à l'extérieur de l'église, sur le côté sud de la nef : « cette église fut bâtie en 1457 ». Le transept et le chœur ont été construits au début du XVIe siècle. 
L'édifice a été restauré fortement au XIXe siècle. L'église est protégée en tant que monument historique : inscription par arrêté du 4 mars 1926.

## Caractéristiques

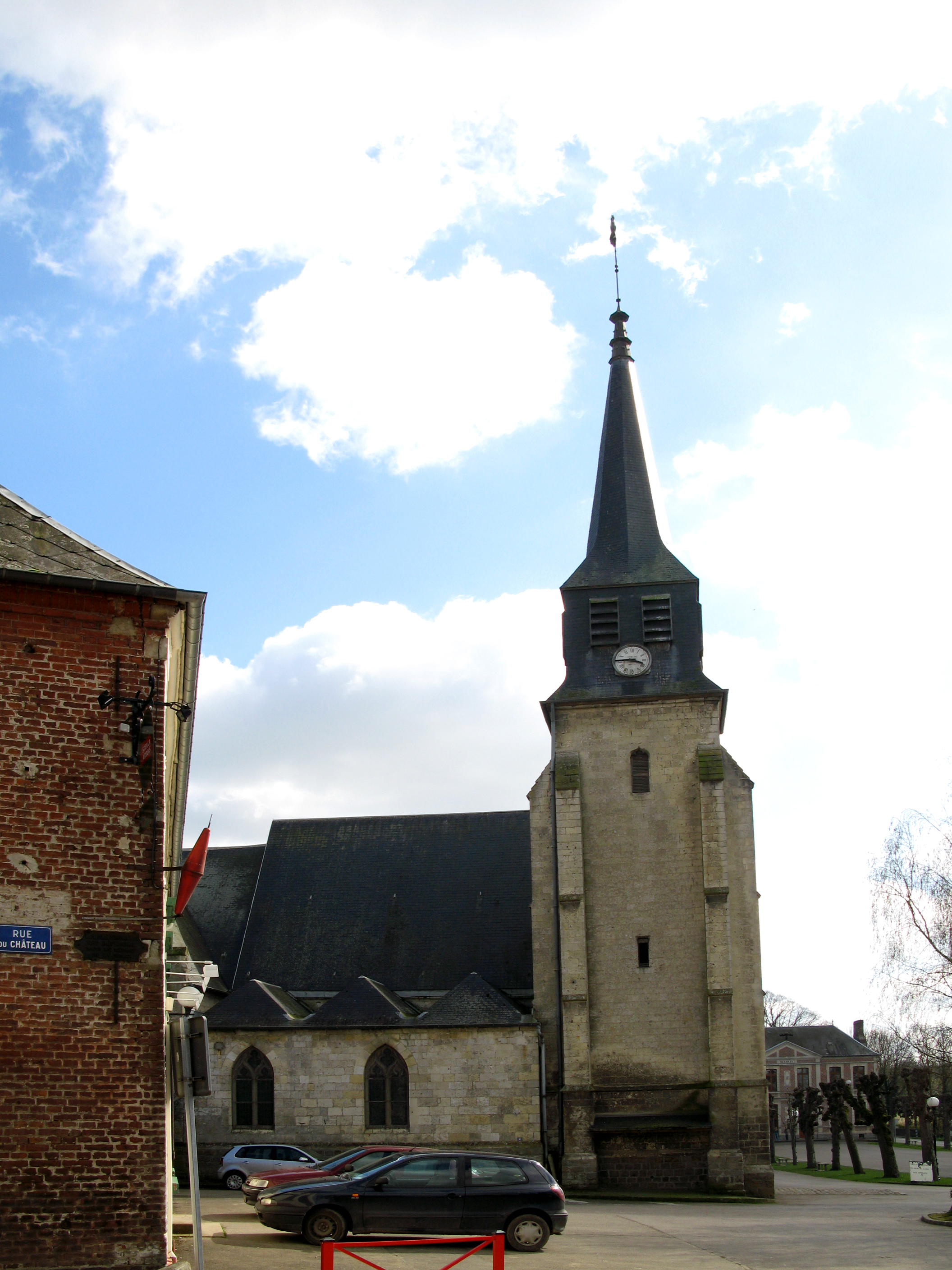

L'église est dédiée à saint Hilaire. Elle se compose d'une nef à deux vaisseaux voûtés de charpente, d'un transept et d'un chœur voûté de pierre avec abside à trois pans. le transept communique avec l'ancienne chapelle seigneuriale. La tour du clocher est accolée au portail, du côté nord. La façade est formée d'un mur pignon dont le portail est surmonté d'une large fenêtre. Les remplages flamboyants de celle-ci et quadrilobes de la balustrade, au-dessus du portail, sont des réfections effectuées en 1862. À la même date, la partie supérieure du clocher dotée d'une flèche recouverte d'ardoises.
Le collatéral nord s'est intercalé entre le clocher et le transept, peut-être dans la seconde moitié du XVIe siècle. Il se distingue du reste de l'église par la simplicité de son élévation : le mur est nu, sans larmier ni moulure autour des fenêtres.
Contre la façade méridionale du transept, est installé un fragment de dalle funéraire dont l'épitaphe porte la date « 1510 ». Ce vestige provient du monument sépulcral de Louis Le Josne, seigneur de Contay et de sa femme Jacqueline de Nesle. Ce monument, détruit à la Révolution française, était placé sous le bel arc en accolade encore visible à l'intérieur. Louis Le Josne était chambellan du duc de Bourgogne.